# Anaulacodithella reticulata
Anaulacodithella reticulata är en spindeldjursart som beskrevs av Beier 1966. Anaulacodithella reticulata ingår i släktet Anaulacodithella och familjen Tridenchthoniidae. Inga underarter finns listade i Catalogue of Life.